# Осада Чигирина (1677)
Осада Чигирина 3—29 августа 1677 года турецкими и крымскими войсками состоялась в ходе русско-турецкой войны 1672—1681 годов. Русско-украинский гарнизон и чигиринские казаки стойко обороняли город, отбили несколько попыток штурма, а своевременный подход деблокирующей армии вынудил турок снять осаду. Попытка Османской империи утвердить на Правобережье нового вассального гетмана провалилась.

## Подготовка к обороне
Чигирин в 1670-х годах был административным центром Чигиринского полка и столицей правобережного гетмана П. Д. Дорошенко. В марте 1669 г. он признал себя вассалом турецкого султана, что послужило причиной начала в 1672 г. войны между Османской империей и Речью Посполитой за контроль над Правобережной Украиной. В ноябре 1672 в борьбу за Правобережье вступило Российское государство, объявив войну турецкому султану. Но вплоть до зимы 1673—1674 гг. российские войска фактически не участвовали в боевых действиях. Лишь в феврале 1674 г. царская армия под командованием кн. Г. Г. Ромодановского заняла Канев и Черкассы, что побудило правобережную старшину в марте 1674 г. избрать на раде в Переяславле «гетманом обеих сторон Днепра» левобережного гетмана И. С. Самойловича. Дорошенко с этим решением не согласился, и в июле 1674 г. войска кн. Г. Г. Ромодановского осадили Чигирин, однако вскоре из-за подхода турецко-татарских войск были вынуждены отступить обратно на левый берег Днепра.
Вновь царские войска подошли к Чигирину в сентябре 1676 г. Армия кн. Г. Г. Ромодановского насчитывала 32,3 тыс. царских ратных людей (включая 16,9 тыс. конных, 11,4 тыс. пеших и 4 тыс. слободских казаков) при 4 мортирах («верховых пищалях») и 121 полковом орудии. Казаки левобережного гетмана И. С. Самойловича насчитывали около 15-20 тыс. казаков. Таким образом, всего под командованием кн. Г. Г. Ромодановского находилось около 50 тыс. чел. К этому моменту П. Д. Дорошенко остался практически без войск и средств к обороне. Почти все набранные им вербованные полки (сердюки) из-за отсутствия оплаты пришли в полное расстройство, в них началось массовое дезертирство, и ушедшие со службы сердюки занимались разбоем на Правобережье, либо уходили на левый берег Днепра. В итоге при гетмане осталось всего несколько сотен сторонников, при этом казацкая старшина и чигиринские мещане выступали против вооруженного сопротивления царским войскам. В результате при подходе к Чигирину передового отряда царских войск под командованием полковника стольника Г. И. Косагова и гетманского бунчужного Л. Полуботка чигиринские жители 14 сентября вышли торжественной делегацией из города и заявили о готовности принести присягу на верность царю. Сам П. Д. Дорошенко согласился сложить гетманские полномочия, принести клятву на верность царю и удалиться жить как частное лицо на Левобережье, где ему были выделены «на кормление» три местечка (Сосница, Мена и Березна).
В занятой дорошенковской столице Чигирине был оставлен гарнизон из царских ратных людей и левобережных казаков. В «Верхнем городе» (замке) разместились российские войска, а казаки — в «Нижнем городе». Первым комендантом города стал подполковник Первого московского выборного полка Иван Кириллович Захаров. Вместе с ним в гарнизон Чигирина в 1676 г. была назначена его «тысяча» (шквадрона), насчитывавшая около 1200 чел. И. С. Самойлович от себя оставил 1000 казаков Черниговского полка под командой своего наказного гетмана Василия Борковского, которых уже 1 ноября должна была сменить тысяча казаков Гадяцкого полка Федора Криницкого. Их, в свою очередь, в конце декабря должны были сменить казаки Миргородского полка Павла Апостола.
В октябре 1676 г., после получения известий о готовящемся турецко-татарском наступлении на Чигирин, было принято решение об усилении гарнизона «тысячей» Второго Московского Выборного солдатского полка под командованием его полковника Матвея Осиповича Кровкова, который стал новым чигиринским воеводой. Он получил царский указ о своем назначении 9 октября, когда находился уже на обратном пути в Москву, в 15 верстах от Сум. После участия в походе этого года его ратные люди находились не в самом лучшем состоянии: «…Начальные люди и урядники и солдаты наги и боси, и голодны; а под пушки и под казною лошади пристали, волочем на себе». Тем не менее Кровков немедленно повернул обратно, так как «Чигирин дело великое и великому государю надобен для обереганья и шатости обою стран Днепра реки и для вести и приходу крымских людей». Новый воевода прибыл в Чигирин 29 октября. Он нашёл состояние оборонительных сооружений крайне неудовлетворительным, о чём доложил в Москву:

Верхней, государь, город был рублен в тарасы, и обламы и мосты огнили и опали, в приход неприятелских людей по городу и по выводам по причинным местам пушек поставить и людей розвести немочно. А Нижнего, государь, города от науголной башни от болота и от реки Тясмины по Верхний город (…) острог и замет худ, в ыных местех обвалился, а инде и нет, а как река Тясмин станет льдом и от болота и от реки никакие крепости нет и в приход неприятелских людей сидеть не в чём.— 
На 20 декабря в крепости находились часть полков А. А. Шепелева (757 человек) и Кровкова (1296 человек) — всего 2053 человека. Артиллерия также была в плохом состоянии: наличествовало 40 медных и 11 железных пищалей, гранатные пушки — 4 железных и одна медная, из этого количества у 18 «болших и лучших медных… запалы россечены, к стрелбе не годятца, а ко всем пушкам ядер нет», кроме 400, присланных Ромодановским. Пушечные станки и колеса также сгнили, и для починки не было материалов. С собой московские полки привезли 12 полевых орудий, 1800 ядер, 100 больших и малых гранат.
По сведениям Самойловича, в крепости было 54 орудия. Гетман отрицал вину казаков в порче орудий, заявляя, что «у тех де пушек запалы не розсечены, от многие стрельбы розстрелялись, потому что пушки старыя и много из них стрелено».
Гарнизон испытывал большие проблемы со снабжением, которое более-менее наладили только весной. К январю 1677 полк Кровкова не получал жалования уже три месяца, некоторые солдаты — пять месяцев. Войска голодали, было много больных, 237 человек дезертировало. Значительное число местных жителей выказывало открытую враждебность к «москалям», доходившую до прямых угроз расправиться с солдатами.
В конце 1676 Самойлович прислал в Чигирин миргородского полковника с 300 казаками, которые встали в Нижнем городе отдельно от русских.
Матвей Кровков имевшимися силами активно ремонтировал укрепления, готовясь к неизбежной осаде. Для подвоза строительных материалов пришлось использовать всех полковых лошадей в количестве 71-й, так как люди гетмана лошадей предоставить отказались. По окончании ремонтных работ лошади, для которых едва удавалось раздобыть корм, были отосланы из крепости.

## Турецкое наступление
Низложение турецкого вассала П. Д. Дорошенко и занятие царским гарнизоном его столицы Чигирина было серьёзным ударом по престижу турецкого султана, и османское правительство с осени 1676 г. занялось подготовкой нового похода на Правобережье для восстановления своего контроля над регионом. В предстоящем походе должны были участвовать, по разным оценкам, 45-80 тыс. чел., включая 20-40 тыс. крымских татар и контингенты придунайских княжеств. Основу армии составили турецкие войска, участвовавшие в предыдущем 1676 г. в победном походе против поляков и битве при Журавно. Турецкая артиллерия насчитывала 35 крупнокалиберных орудий. Командующим был назначен силистрийский бейлербей Ибрагим «Шайтан» паша. Ибрагим-паша планировал в три дня взять Чигирин, а затем Киев. В обозе турки везли бывшего инока Гедеона — Юрия Хмельницкого, которого султан объявил гетманом и князем Украины, однако расчет на то, что казаки перейдут на сторону турецкого ставленника, не оправдался. Запорожская сечь отказалась его признать.
Исходя из полученных в конце 1676 г. сведений о планируемом весной следующего 1677 г. турецком наступлении на Чигирин и Киев, российское командование планировало собрать для операций на Украине одну основную полевую армию (с целью выдвинуться на Правобережье и обеспечить защиту указанных крепостей), а также несколько небольших корпусов (отрядов), которые должны были прикрыть юго-западные и южные рубежи и при необходимости послужить резервом для главных сил. Вместе с российскими войсками в боевых действиях должны были принять участие малороссийские казаки под командованием гетмана И. С. Самойловича. Предполагалось, что гарнизон Чигирина на несколько месяцев задержит и обескровит турецко-татарскую армию, а подход главных сил в начале осени вынудит противника снять осаду и отступить. При этом главная армия должна была выступить в поход только убедившись, что татары также участвуют в походе на Правобережье, и Левобережью и российским границам ничего не угрожает.
Главная армия под командованием кн. Г. Г. Ромодановского собиралась в Белгороде. В её состав должны были войти полностью Белгородский и Севский разрядный полки, усиленные московскими выборными солдатскими полками А. А. Шепелева и М. О. Кровкова и несколькими рейтарскими полками из центральных регионов под командованием Венедикта Андреевича Змеева — всего по спискам (наряду) 47,4 тыс. чел. Товарищем (заместителем) кн. Г. Г. Ромодановского был назначен его сын Михаил. Вместе с царскими войсками должны были действовать малороссийские казаки гетмана И. С. Самойловича (около 25-30 тыс. чел.). Кроме этого на службу были назначены два вспомогательных отряда, кн. Василия Васильевича Голицына в Путивле (15,2 тыс. чел.) и его сходного (подчиненного) воеводы Ивана Васильевича Бутурлина в Рыльске (7,5 тыс. чел.). Позднее в июне был сформирован ещё один отряд (воеводский полк) кн. Петра Ивановича Хованского (9,2 тыс. чел.), задачей которого было прикрыть от крымских татар разрушенный участок Белгородской Черты в районе Нового Оскола.
В апреле 1677 г. новым чигиринским воеводой был назначен крещеный иноземец генерал-майор Афанасий Федорович Траурнихт, городовым инженером — полковник-инженер Яган Фанфростен (ван Фростен). Вместе с ним на смену солдатам выборных полков в гарнизон Чигирина были назначены 2,1 тыс. московских стрельцов (стрелецкие приказы Бориса Титова, Никиты Борисова и Федора Мещеринова). Новый воевода и стрельцы прибыли в город в конце июня, тогда же М. О. Кровков и его солдаты покинули Чигирин. Царский гарнизон занимал «Верхний город» (замок на горе), непосредственно в самом городе (т. н. «Нижний город») размещались казаки малороссийского гетмана И. С. Самойловича.
Чигиринским полковником с февраля 1677 г. был Григорий Карпович Коровка-Вольский (Карпович, или Коровченко). Под его командованием к началу осады находились около 600 казаков Чигиринского полка, 1500 сердюков полков Петра Кожуховского (к середине августа — Гаврило Ясиковский) и Герасима Василенко (Василевича), 500 казаков Полтавского полка, около 2,3-2,5 тыс. левобережных казаков в выборных полках Данилы Рубана и Якова Жураховского, три сотни Гадяцкого и Лубенского полков (около 400 чел.), пешая надворная хоругвь Самойловича и рота гетманской надворной драгунии (около 300 чел.) — 5,3-5,5 тыс. чел.
Чигиринская артиллерия насчитывала 59 пушек, из них 55 — в «Верхнем замке» (29 исправных и 21 неисправное орудие, 4 гранатные пушки и одна мортира) и 4 — в городе. Кроме этого, в трех стрелецких приказах имелась 21 полковая двухфунтовая пищаль. Таким образом, всего к началу осады у гарнизона имелось 54 исправные пушки, мортира и 4 гранатные пищали — итого 59 орудий. Однако ядра имелись только для 5-фунтовых и 2-фунтовых орудий, более того, их запас был явно недостаточен для продолжительной осады. Остальные орудия либо не располагали боеприпасами, либо попросту были неисправны. В то же время съестных припасов и пороха было достаточно для продолжительной осады.
Задачей чигиринского гарнизона было задержать и обескровить турецко-татарскую армию до подхода армии кн. Г. Г. Ромодановского. Подтвержденные известия о совместном походе турок и татар именно к Чигирину были получены кн. Г. Г. Ромодановским 12 июля, и уже 20 июля он, не дожидаясь формального приказа из Москвы, выступил из Курска к Днепру. На смотре 27 июля под Суджей его войска насчитывали 42,2 тыс. чел., включая 2371 чел. сотенной службы, 815 начальных людей полков «нового строя», 14 768 копейщиков и рейтар, 2826 драгун, 11 832 солдата, 1618 стрельцов, 244 донских и орешковских казака и 7760 черкас слободских полков. 10 августа Ромодановский соединился между рекам Псел и Хорол с гетманом И. С. Самойловичем ещё 1 августа выступившего в поход с малороссийскими казаками, насчитывавшими около 20 тыс. чел. Здесь объединённая армия простояла ещё три дня, вероятно, дожидаясь отставших.

## Начало осады
Турецкая армия под командованием Ибрагим паши выступила из лагеря под Исакчей 6 (16) июня 1677 г. и двинулась к Чигирину. В походе к ней должны были присоединиться крымские татары во главе с ханом Селим-Гиреем, а также молдавского господаря Антона Росетти и валашского Георгия Дуки. 13 (23) июля турецкая армия была в Тягине (Бендеры), 23 июля переправилась через Буг у Песчаного брода на Кучманском шляхе, и 30 июля передовой отряд крымских татар показался в окрестностях Чигирина. Основные силы Ибрагим «Шайтан» паши подошли к городу 3 августа и встали лагерем в версте от городских стен (крымский хан с основной ордой прибыл 10 августа), и с этого дня началась осада Чигирина.
В тот же день, 3 августа, осажденные сделали первую вылазку. На следующий день они повторили её большими силами: Траурнихт направил 900 охотников стрельцов, а из Нижнего города выступило больше тысячи казаков. На старом валу начался бой, продолжавшийся до вечера. Осажденные выбили турок с вала, после чего вернулись в крепость.
В ночь на 5 августа турки отрыли шанцы и поставили в 50 саженях от крепости две батареи из восьми 60-ти и 51-фунтовых орудий. Затем турецкий командующий послал в крепость требование о сдаче. Получив отказ, турки за два часа до рассвета открыли огонь по Верхнему городу и Спасской башне. Бомбардировка продолжалась весь день: тяжелые орудия подавили артиллерию крепости и разрушили верхнюю часть стены.
В ночь на 6-е осаждающие продвинули шанцы на 10 саженей к Верхнему городу и, поставив батареи, возобновили обстрел, повредив стену Дорошенковской башни, которую обороняли стрельцы, и вынудив тех снять орудия. Следующей ночью они придвинулись ещё на 10 саженей и начали обстрел башни Козий рог, подавив крепостную артиллерию и пробив стену в нескольких местах. Затем той же ночью траншеи были подведены ещё ближе, так что расстояние между противниками составило всего около 20 саженей. Теперь турки вели огонь практически в упор.
На рассвете 7 августа стрельцы и казаки произвели вылазку, забросав турок ручными гранатами, а затем переколов копьями и захватив ближнюю траншею. Противник был отброшен на 10 саженей.
После этого Траурнихт усилил укрепления, насыпав в трёх метрах позади стены новый вал, на котором были установлены орудия, открывшие огонь по туркам.

## Универсалы Хмельницкого
Наткнувшись на упорное сопротивление, турки попытались вызвать раскол среди защитников крепости, для чего Хмельницкий 8 августа обратился к казакам с призывом перейти на его сторону и сдать Нижний город, обещая взамен щедрые награды, однако успеха не имел. Русские, убедившись на этом примере в верности союзников, взяли в Верхний город сначала 300, а затем ещё больше казаков для участия в обороне стен и вала.
Хмельницкий не оставил попыток привлечь на свою сторону население Украины и 14 августа разослал в левобережные казацкие полки универсалы с призывом признать его гетманом. Казаки переслали все эти документы киевскому воеводе князю И. Б. Троекурову.

## Попытки штурма
Артиллерийская и ружейная перестрелка под Чигирином продолжалась без перерыва до 9 августа. В этот день стрелецкий полуголова И. Дуров с отрядом из 600 стрельцов и 500 казаков произвел вылазку, атаковав с помощью ручных гранат, а затем бросившись в рукопашную. Турки подтянули подкрепление из тыла и к вечеру отбросили противника обратно в крепость.
Затем турки довели шанцы до крепостного рва и провели подкоп под стену у Спасской башни. Мощный взрыв разрушил стену, после чего османы крупными силами атаковали брешь, но были отбиты. Тогда осаждающие установили батареи в 30 саженях против башни Козьего рога, но и там не добились успеха: артиллерийским огнём из крепости батарейные укрепления были разрушены, а часть орудий разбита.
17 августа турки произвели подкоп под Нижний город и взорвали восемь саженей стены, которая рухнула в ров, после чего бросились на штурм «всеми силами». Трауэрнихт направил в пролом 12 стрелецких сотен, которые вместе с казаками отразили приступ и заставили турок отступить в траншеи. Патрик Гордон исчисляет потери турок в этом деле в 100 человек, осажденных — в 12 убитых и 18 раненых.

## Продолжение осады
После неудачных штурмов натиск османов ослаб. Дни проходили в артиллерийских перестрелках. Осажденные периодически устраивали вылазки, в ходе которых им удалось захватить три знамени. Подкопы под башню Козий рог были вовремя обнаружены и засыпаны.
Около 17 августа один раненый стрелец объявил, что во сне ему было видение: «в ыноческом платье стар человек, наподобием чудотворцу Сергию». Старец повелел объявить осажденным, чтобы они стояли крепко и что помощь уже близко. Трауэрнихт устроил по этому случаю торжественный молебен для поднятия духа гарнизона, а священники окропили укрепления святой водой. По словам участника обороны, это событие значительно повысило боевой дух гарнизона..
Турки постепенно все ближе подбирались к стенам. Они забросали землёй ров напротив башен Спасской и Козьего рога, выкопали траншеи, начали засыпать крепость зажигательными стрелами и подвергли её сильному обстрелу из мортир. Именно навесной огонь причинял осажденным наибольший ущерб.
20 августа в крепость прибыли подкрепления, высланные Ромодановским и Самойловичем. Этот отряд насчитывал около 2 тыс. чел.: 800 белгородских и севских (комарицких) драгун подполковника Фадея Тумашева, около 800 сердюков Дмитрия (Даниила) Жеребиловского и 400—500 казаков Лубенского полка. Они переправились через Днепр у Бужина (в 20 км от Чигирина), а затем ночью лесом и болотом вышли к Корсунской башне, и утром под бой барабанов и с распущенными знаменами вошёл в крепость.

## Снятие осады
23 августа в Чигирине услышали артиллерийскую стрельбу со стороны Днепра и поняли, что русско-украинское войско вышло к реке. На следующий день Ибрагим-паша и крымский хан с большей частью сил выступили к Бужину перевозу, чтобы помешать переправе союзников. У Чигирина осталась часть турецкой пехоты, молдавские и сербские войска и осадная артиллерия. Обстрел крепости был усилен.
Потерпев неудачу на Бужине перевозе, турки предприняли последний отчаянный штурм. Артиллерийский обстрел был самым ожесточённым за все время осады. В нескольких местах осаждающие засыпали ров и начали возводить вал, рассчитывая довести его высоту до крепостных стен, чтобы атакующая пехота могла прямо по нему взобраться наверх. Эта попытка обернулась для османов большими потерями, так как защитники крепости открыли плотный огонь, а подступивших к стенам забросали ручными гранатами.
В ночь на 29 августа Ибрагим-паша сжег лагерь и отступил. Турки бросили большие запасы продовольствия, ядра и гранаты, однако отступили в порядке, увезя с собой пушки. Осажденные не препятствовали их уходу, опасаясь в случае вылазки попасть в засаду.
5 сентября русские войска и украинские казаки вошли в Чигирин.
Если бы войско Ромодановского и Самойловича задержалось ещё ненадолго, Чигирин бы не удалось удержать, так как боеприпасов в крепости оставалось на три дня.
9 сентября ввиду того, что весь район Чигирина был опустошён турками и там было затруднительно добыть фураж и продовольствие, войска были уведены за Днепр.

## Итоги
Османы, согласно отчёту Траурнихта, потеряли под стенами Чигирина около 6 тыс. человек. Потери осажденных составили 530 казаков, 136 убитых стрельцов и солдат и 391 раненый. По словам Патрика Гордона, стрельцов погибло 150, «других русских» (вероятно, солдат) 48, казаков 800.
Более высокие потери среди казаков объясняются тем, что они составляли более половины гарнизона и защищали наименее укреплённую часть — Нижний город
В кампанию 1677 года русские войска нанесли туркам и татарам чувствительное поражение, так что те, по словам казаков Самойловича, «и чепи, в которых им было вести взятых людей в Чигирине, по дороге метали», однако тем сильнее было желание османов взять реванш и закрепить за собой Правобережную Украину. В следующем году в поход на Чигирин выступил с ещё большей армией сам великий визирь Кара-Мустафа.